# Jelcz M121I
Jelcz M121I (od 2006 roku zwany również Jelcz Mastero) – niskowejściowy autobus miejski produkowany w latach 2005-2008 przez firmę Jelcz w Jelczu-Laskowicach.

## Historia modelu
W 2004 przedstawiono następcę modelu M121M. Nowy autobus w stosunku do poprzednika uzyskał nową ścianę przednią oraz tylną z modelu M101I oraz włoski silnik Iveco F4AE0682C o mocy maksymalnej 239 KM połączony z 4-biegową automatyczną skrzynią biegów Voith D854.3E.
Produkcję seryjna modelu rozpoczęto w 2005 roku. Modernizacja ta znacząco poprawiła sprzedaż niskowejściowych modeli Jelcza.
Jeszcze w 2005 przedstawiona została najbardziej znacząca modernizacja rodziny M121I, nowy autobus uzyskał wyrównaną dolną jak i górną linię okien. Modernizacja ta znacząco poprawiła oraz unowocześniła wygląd autobusu. Produkcje tak zmienionego Jelcza M121I rozpoczęto 1 stycznia 2006 roku. Tak zmodernizowany autobus otrzymał nazwę Jelcz Mastero. Autobus ten wyposażony był w tę samą jednostkę napędową co wersja sprzed modernizacji.
W październiku 2006 wraz z wprowadzeniem normy czystości spalin Euro IV, zmieniono jednostkę napędową tego modelu. Od tej pory M121I napędzany jest mocniejszym silnikiem Iveco F4AE3682E o mocy maksymalnej 264 KM, który połączony jest z 4-biegową automatyczną skrzynią biegów Voith D854.5.
W 2007 roku przedstawiona została wersja ze zmodernizowaną tylną ścianą w której zmieniono lampy tylne na okrągłe. Model ten wszedł do produkcji pod koniec 2007 roku, jednak z jeszcze większymi zmianami: zmieniono klapę silnika, tylny zderzak oraz zwiększono powierzchnię tylnej szyby. 
W październiku 2008 roku ze względu na brak możliwości kontynuowania produkcji autobusów przez ZS Jelcz zakończono produkcję tego modelu. Ostatni seryjnie wyprodukowany Jelcz M121I eksploatowany jest przez MZK Leszno. Natomiast ostatnie 4 egzemplarze zbudowano latem 2009 dla MZA Warszawa na bazie wcześniej wyprodukowanych podzespołów. Oprócz tego pozostał jeden szkielet nieukończonego autobusu, wyprodukowany w 2008 roku, który został przekazany Przedsiębiorstwu Komunikacji Miejskiej w Sosnowcu przez spółkę Polskie Autobusy w październiku 2013 roku i jest częścią Izby Tradycji przewoźnika.